# Chwałowice (Jelcz-Laskowice)
Chwałowice (deutsch: Quallwitz) ist ein Ort in der Stadt- und Landgemeinde Jelcz-Laskowice im Powiat Oławski in der Woiwodschaft Niederschlesien in Polen.

## Geographie
Das Straßendorf Chwałowice liegt sechs Kilometer nordöstlich von Jelcz-Laskowice (Jeltsch-Laskowitz), 17 Kilometer nordöstlich von Oława (Ohlau) und rund 30 Kilometer südöstlich von Breslau in der Nizina Śląska (Schlesische Tiefebene). Umgeben ist der Ort von weitläufigen Waldgebieten.
Ortsteil von Chwałowice ist der nordöstlich gelegene Weiler Łaźno (Teichvorwerk).
Nachbarorte von Chwałowice sind im Nordosten Dębina (Groß Dupine), im Südosten Miłocice Małe (Klein Mühlatschütz) und im Südwesten Jelcz-Laskowice.

## Geschichte
Das spätere Quallwitz wurde um 1680 gegründet und 1683  als Quällwitz erwähnt. Erster Grundherr war Konrad Wenzel von Sauerma.
Nach dem Ersten Schlesischen Krieg 1742 fiel Quallwitz zusammen mit dem größten Teil Schlesiens an Preußen. 1783 zählte der Ort ein Vorwerk, 42 Haushalte und 173 Einwohner.
Nach der Neugliederung Preußens gehörte die Landgemeinde Quallwitz ab 1815 zur Provinz Schlesien und war ab 1816 dem Landkreis Ohlau eingegliedert, mit dem es bis 1945 verbunden blieb. 1874 wurde der Amtsbezirk Laskowitz gegründet, der die Landgemeinden Birksdorf, Daupe, Groß Duppine, Laskowitz, Quallwitz und Trattaschine sowie die Gutsbezirke Daupe, Forst, Duppine und Laskowitz umfasste. 1885 zählte der Ort 380 Einwohner. Während der Zeit des Nationalsozialismus wurde Quallwitz in Markstädt umbenannt. 1933 wurden für Quallwitz 348 Einwohner gezählt, 1939 waren es 319 Einwohner.
Als Folge des Zweiten Weltkriegs fiel Quallwitz wie fast ganz Schlesien 1945 an Polen. Nachfolgend wurde es in Chwałowice umbenannt und der Woiwodschaft Breslau eingegliedert. Die deutsche Bevölkerung wurde, soweit sie nicht vorher geflohen war, weitgehend vertrieben. Die neu angesiedelten Bewohner waren zum Teil Heimatvertriebene aus Ostpolen, das an die Sowjetunion gefallen war. Seit 1999 gehört Chwałowice zum Powiat Oławski der Woiwodschaft Niederschlesien.

## Sehenswürdigkeiten
- Wegekapelle mit Marienstatue